# Свистун меланезійський
Свистун меланезійський (Pachycephala implicata) — вид горобцеподібних птахів родини свистунових (Pachycephalidae). Ендемік Соломонових Островів. До 2014 року бугенвільський свистун вважався конспецифічним з меланезійським свистуном.

## Опис
Довжина птаха становить 16, 5 см, вага 33-38 г. У самця верхня частина тіла оливково-зелена, голова чорна, груди темно-сірі, живіт світло-оливковий або жовтуватий. У самиць живіт жовтий.

## Поширення і екологія
Меланезійські свистуни є ендеміками острова Гуадалканал. Живуть у вологих гірських тропічних лісах на висоті від 1200 до 200 м над рівнем моря.